# Thomas Schnurrer
Thomas Johannes Schnurrer (* 10. August 1994) ist ein österreichischer ehemaliger American-Football-Spieler auf der Position des Linebackers. Zuletzt spielte er seit der Saison 2022 bis zu seinem Karriereende 2023 für die Vienna Vikings in European League of Football. Zudem war er Kapitän des österreichischen Nationalteams.

## Karriere
Thomas Schnurrer startete seine Karriere bei den Graz Giants, denen er 13 Saisons die Treue hielt. Er wurde teamintern fünf Mal hintereinander zum MVP gewählt, war 2015, 2016 und 2017 Sack Leader der Giants und steuerte 2018 die meisten Interceptions für die Giants bei. In der Austrian Football League war er 2019 mit 79 Tackles und 2021 mit 49,5 Tackles Tackle Leader der gesamten Liga. Von 2016 bis 2019 wurde er vier Mal hintereinander zum AFL Defense MVP gewählt. 2016 gelang ihm mit dem Gewinn der Central European Football League der größte Erfolg mit den Graz Giants.
Für 2022 wurde Schnurrer von den Vienna Vikings in der European League of Football verpflichtet. Mit Luis Horvath und Florian Albrecht wurde er am 24. November 2021 als Teil der ersten Verpflichtungen vorgestellt. Neben Luis Horvath ist Schnurrer einer der beiden Defense-Captains der Vikings. Mit den Wienern gewann er gleich in der ersten Saison den Titel und wurde zudem in das ELF All-Star First Team gewählt.
Im Juli 2023 gab Schnurrer das Ende seiner Spielerkarriere bekannt, für welches er sich vorwiegend aufgrund einer Beinverletzung entschied.
Hauptberuflich ist Schnurrer, ein Absolvent der HTL Graz-Gösting und Ingenieur, bei der Grazer Firma bSafe Brandschutz GmbH und im Familienunternehmen Elektro Johannes Schnurrer GmbH tätig.

## Statistik
| Jahr                                                      | Team           | Spiele | Defense | Defense | Defense | Defense | Defense | Defense | Defense | Defense | Defense | Defense |
| Jahr                                                      | Team           | Spiele | Solo    | Ast     | Tot     | Sck     | TFL     | FF      | FR      | Int     | TD      | BrUp    |
| --------------------------------------------------------- | -------------- | ------ | ------- | ------- | ------- | ------- | ------- | ------- | ------- | ------- | ------- | ------- |
| Austrian Football League                                  |                |        |         |         |         |         |         |         |         |         |         |         |
| 2018                                                      | Graz Giants    | 12     | 51      | 39      | 70,5    | 4       | -       |         | -       | 1       | -       | 3       |
| 2019                                                      | Graz Giants    | 11     | 61      | 36      | 79      | 3       | -       | 0       | -       | 1       | -       | 0       |
| 2021                                                      | Graz Giants    | 7      | 37      | 25      | 49,5    | 1       | -       | 0       | -       | 0       | -       | 5       |
| AFL Gesamt                                                | AFL Gesamt     | 30     | 149     | 100     | 199     | 8       | -       |         | -       | 2       | -       | 8       |
| European League of Football                               |                |        |         |         |         |         |         |         |         |         |         |         |
| 2022                                                      | Vienna Vikings | 14     | 57      | 69      | 126     | 1,5     | 10      | 1       | 1       | 2       | 0       | 8       |
| 2023                                                      | Vienna Vikings | 1      | 2       | 1       | 3       | 0       | 0       | 0       | 0       | 0       | 0       | 0       |
| ELF Gesamt                                                | ELF Gesamt     | 15     | 59      | 70      | 129     | 1,5     | 10      | 1       | 1       | 2       | 0       | 8       |
| Quellen: archive.football.at, European League of Football |                |        |         |         |         |         |         |         |         |         |         |         |